# Stadhuis van Hattem
Het stadhuis van Hattem is een voormalig raadhuis aan de Markt in Hattem in de Nederlandse provincie Gelderland.  Het is een 16e-eeuws rechthoekig gebouw dat na 1619 in renaissancestijl werd herbouwd. Op de cartouche staat ANNO 1619. Bovenaan het gebouw prijkt het Hattemse wapenschild. De deuromlijsting dateert van een restauratie in 1871 door de architect Koch te Zwolle.